# Mezőnyárád
Mezőnyárád é um município da Hungria, situado no condado de Borsod-Abaúj-Zemplén. Tem 14,06 km² de área e sua população em 2015 foi estimada em 1.603 habitantes.